# Juan Pedro López Pérez
Juan Pedro López Pérez   (Lebrija, 31 de juliol de 1997) és un ciclista espanyol, professional des del 2018, quan fitxà pel Polartec-Kometa. Actualment corre a l'equip Lidl-Trek.
En el seu palmarès destaca la Classificació dels joves al Giro d'Itàlia de 2022. En aquesta mateixa edició va vestir el mallot rosa durant deu etapes.

## Palmarès
- 2015
  - Vencedor d'una etapa a la Volta al Besaya
- 2017
  - Campió d'Andalusia en ruta sub-23
  - Campió d'Andalusia en contrarellotge sub-23
  - 1r al Memorial Agustín Sagasti
- 2018
  - 1r al Trofeu Guerrita
  - 1r a la Volta al Bidasoa i vencedor d'una etapa
- 2019
  - Vencedor d'una etapa al Giro de la Vall d'Aosta
- 2022
  -  1r de la Classificació dels joves del Giro d'Itàlia
- 2024
  - 1r al Tour dels Alps i vencedor d'una etapa

### Resultats a la Volta a Espanya
- 2020. 42è de la classificació general
- 2021. 13è de la classificació general
- 2022. 97è de la classificació general
- 2023. 17è de la classificació general

### Resultats al Giro d'Itàlia
- 2022. 10è de la classificació general.  1r de la Classificació dels joves

### Resultats al Tour de França
- 2023. 74è de la classificació general